# 19 octombrie
ianuarie • februarie • martie  • aprilie  • mai  • iunie  • iulie  • august  • septembrie  • octombrie  • noiembrie  • decembrie
19 octombrie este a 292-a zi a calendarului gregorian și a 293-a zi în anii bisecți. Mai sunt 73 de zile până la sfârșitul anului.

## Evenimente

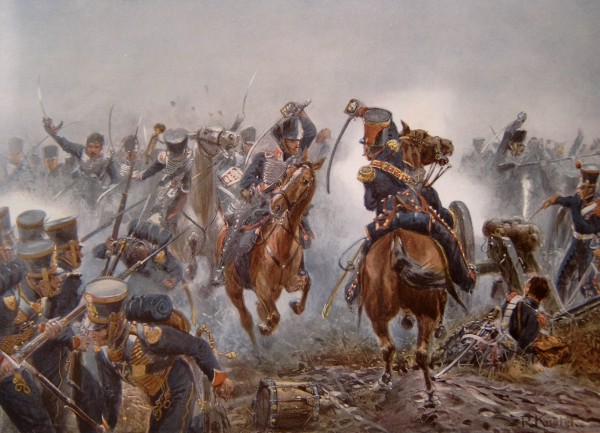
1813: Armata franceză condusă de Napoleon Bonaparte a fost înfrântă de armatele Rusiei, Prusiei, Austriei și Suediei în Bătălia de la Leipzig, supranumită Bătălia Națiunilor.

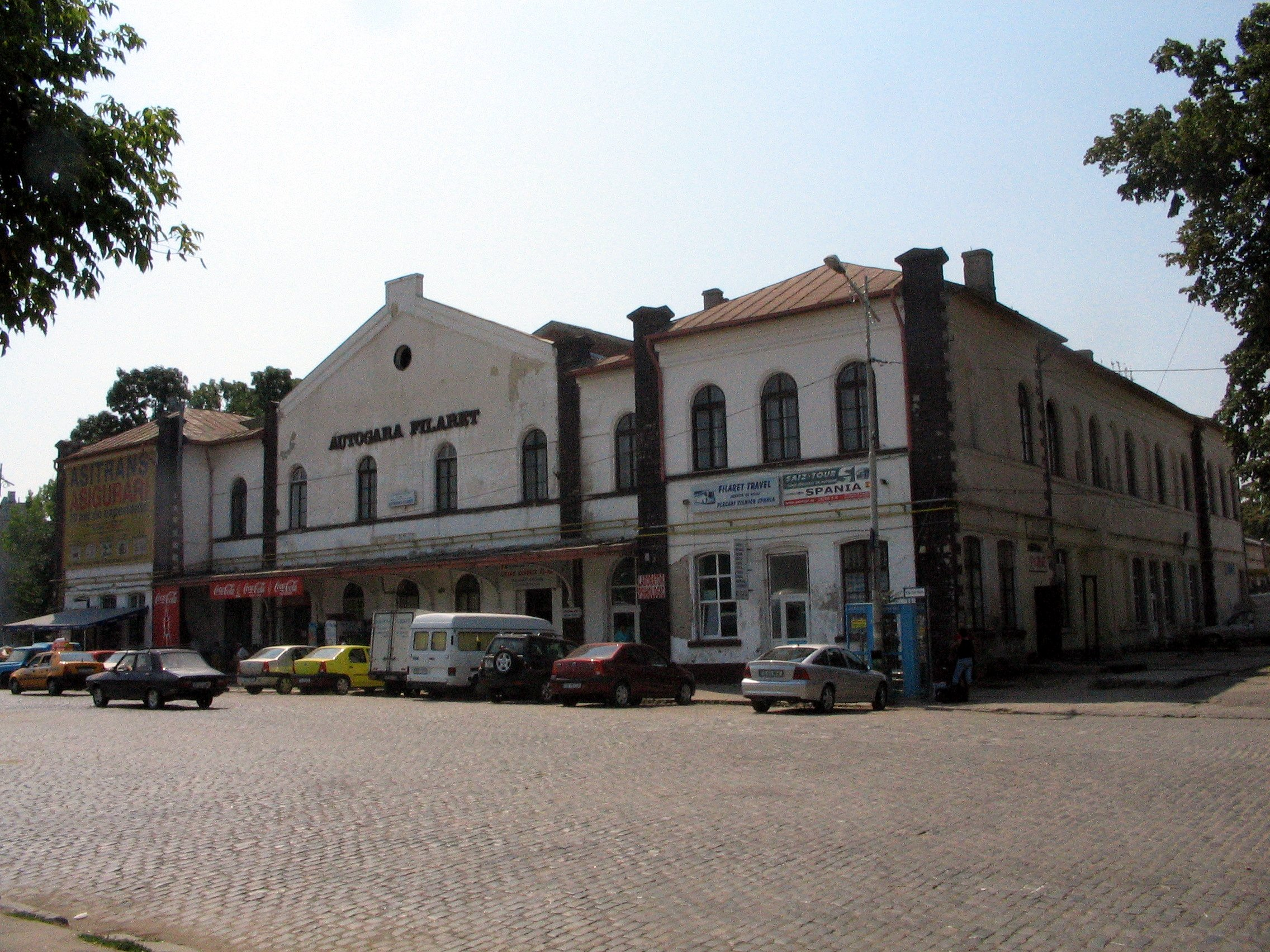
1865: Se inaugurează prima gară din București, Gara Filaret, cu ocazia deschiderii oficiale a liniei ferate București-Giurgiu, prima din România.

- 202 î.Hr.: Scipio Africanul, proconsul al Republicii Romane, i-a învins pe cartaginezii lui Hannibal în bătălia de la Zama, punând capăt celui de-al Doilea Război Punic.
- 1469: Ferdinand al II-lea de Aragon s-a însurat cu Isabella de Castilia, eveniment care a dus la formarea Spaniei și transformarea acestui regat într-o super-putere mondială.
- 1497: Ioan Albert ridică asediul cetății Suceava. Din Moldova, armata poloneză începe retragerea.
- 1512: Martin Luther devine doctor în teologie.
- 1781: Lordul Cornwallis capitulează în Yorktown, Virginia, în fața generalului George Washington, comandantul armatelor americane. Această capitulare marchează victoria americanilor în războiului  de independență.
- 1812: Trupele conduse de Napoleon Bonaparte au început retragerea din Moscova, Rusia.
- 1813: Armata franceză condusă de Napoleon Bonaparte a fost înfrântă de armatele Rusiei, Prusiei, Austriei și Suediei în Bătălia de la Leipzig, supranumită Bătălia Națiunilor.
- 1845: A avut loc premiera operei Tannhäuser, a compozitorului Richard Wagner, la Dresda, Germania.
- 1865: Inaugurarea oficială a liniei ferate București-Giurgiu, prima din România; Filaret devine prima gară a Bucureștilor.
- 1933: Comitetul de organizare a Olimpiadei de la Berlin (1936) anunță că baschetul va fi catalogat ca sport olimpic.
- 1941: La Moscova se instituie starea de asediu ca urmare a atacului militar german împotriva Uniunii Sovietice.
- 1943: Streptomicina, primul antibiotic capabil să vindece tuberculoza, a fost izolat de cercetătorii de la Universitatea Rutgers.
- 1960: SUA au instituit embargo comercial împotriva Cubei.
- 1972: Heinrich Böll primește Premiul Nobel pentru Literatură.
- 1987: La New York, bursa de pe Wall Street înregistrează o scădere istorică, de 22,6% a indicelui Dow Jones. Ziua rămâne în istorie ca „lunea neagră” marcând una dintre cele mai mari crize economice mondiale.
- 1988: Izbucnește criza politică din Iugoslavia care marchează începutul procesului de dezintegrare a fostei federații iugoslave.
- 1993: Benazir Bhutto devine prim-ministrul Pakistanului.
- 2003: Maica Tereza este beatificată de Papa Ioan Paul al II-lea.
- 2005: Fostul președinte irakian Saddam Hussein împreună cu șapte dintre membrii regimului său vor fi judecați de Tribunalul Special Irakian (TSI) pentru rolul jucat în masacrul din 1982 din satul Dujail, situat la nord de capitala irakiană.

## Nașteri
- 1433: Marsilio Ficino, filosof și umanist italian (d. 1499)
- 1605: Thomas Browne, medic și scriitor englez (d. 1682)
- 1767: Henri-François Riesener, pictor francez (d. 1828)
- 1784: Leigh Hunt, poet și eseist englez (d. 1859)

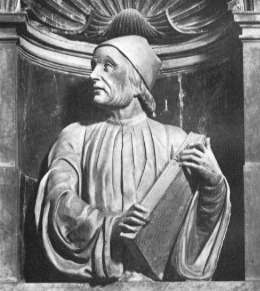
Marsilio Ficino, filosof și umanist italian
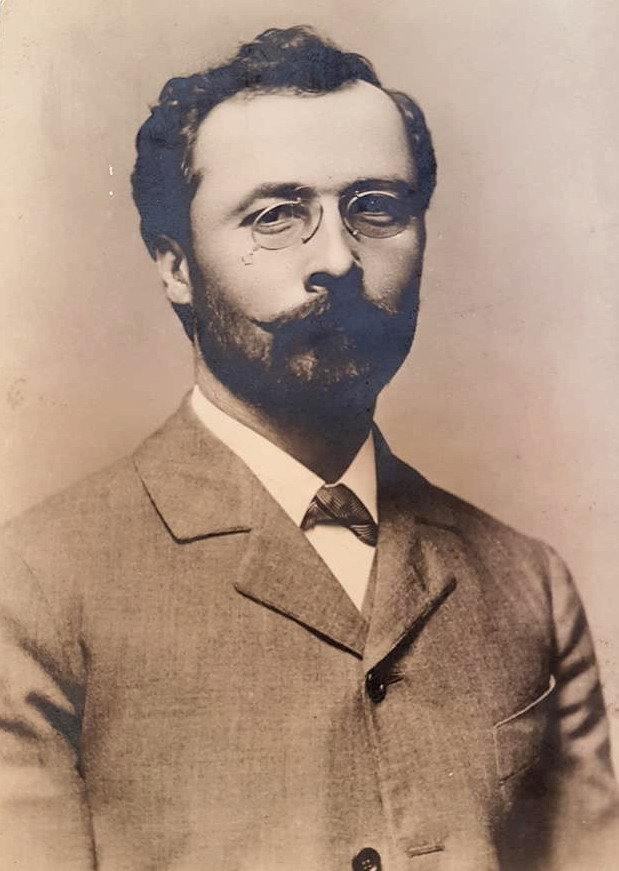
Simion Mehedinți, geograf și etnolog român
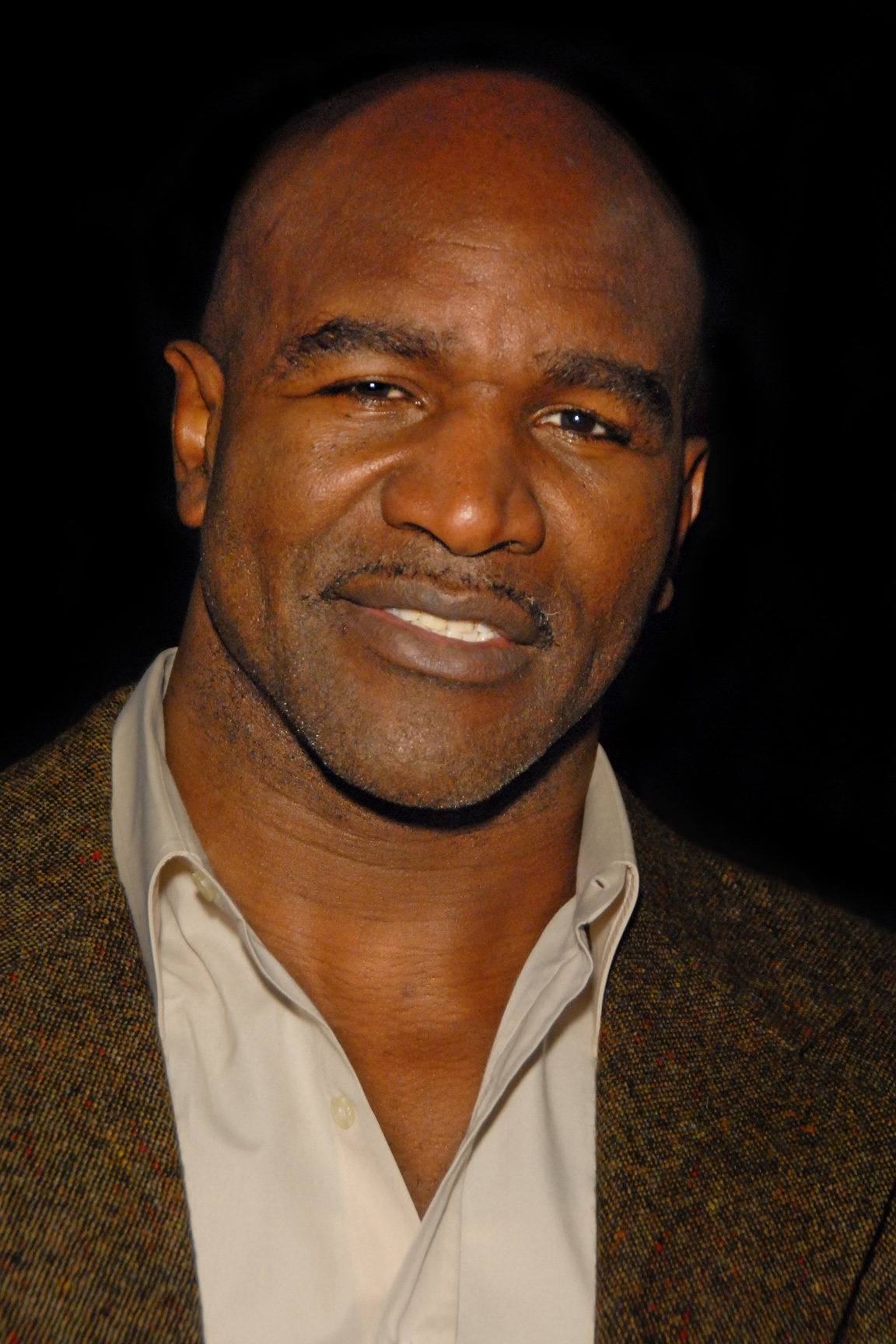
Evander Holyfield, boxer american

- 1862: Auguste Lumière, inventator francez (d. 1954)
- 1868: Simion Mehedinți, geograf și etnolog, creator al școlii române de geografie (d. 1962)
- 1881: Ferenc Hatvany, pictor și colecționar maghiar (d. 1958)
- 1882: Umberto Boccioni, pictor și sculptor italian (d. 1916)
- 1892: Hermann Knaus, chirurg austriac (d. 1970)
- 1897: Jacques Byck, lingvist și filolog român (d. 1964)
- 1899: Miguel Angel Asturias, scriitor și diplomat guatemalez, laureat al Premiului Nobel (d. 1974)
- 1908: Dumitru Almaș, prozator și istoric român (d. 1995)
- 1909: Marguerite Perey, chimistă și fiziciană franceză (d. 1975)
- 1910: Subrahmanyan Chandrasekhar, astrofizician american de origine indiană, laureat al Premiului Nobel (d. 1995)
- 1916: Endre Vészi, scriitor, poet și scenarist maghiar (d. 1987)
- 1916: Emil Gilels, pianist sovietic (d. 1985)
- 1921: Gunnar Nordahl, fotbalist suedez (d. 1995)
- 1927: Pierre Alechinsky, pictor belgian
- 1931: John Le Carré, romancier englez (d. 2020)
- 1931: Manolo Escobar, cântăreț spaniol (d. 2013)
- 1940: Michael Gambon, actor anglo-irlandez (d. 2023)
- 1946: Philip Pullman, scriitor britanic
- 1950: Charles Napoléon, politician francez, șeful actual al Casei Bonaparte
- 1962: Evander Holyfield, boxer american
- 1967: Judith Suminwa, economistă și femeie de stat din Republica Democrată Congo (RDC), prim-ministră
- 1969: Trey Parker, scenarist, producător, artist vocal, muzician și actor american
- 1976: Desmond Harrington, actor american
- 1978: Enrique Bernoldi, pilot brazilian
- 1981: Heikki Kovalainen, pilot de Formula 1 finlandez
- 1994: Matej Mohorič, ciclist sloven

## Decese
- 1187: Papa Urban al III-lea
- 1216: Ioan, rege al Angliei (n. 1167)
- 1682: Thomas Browne, medic și scriitor englez (n.1605)

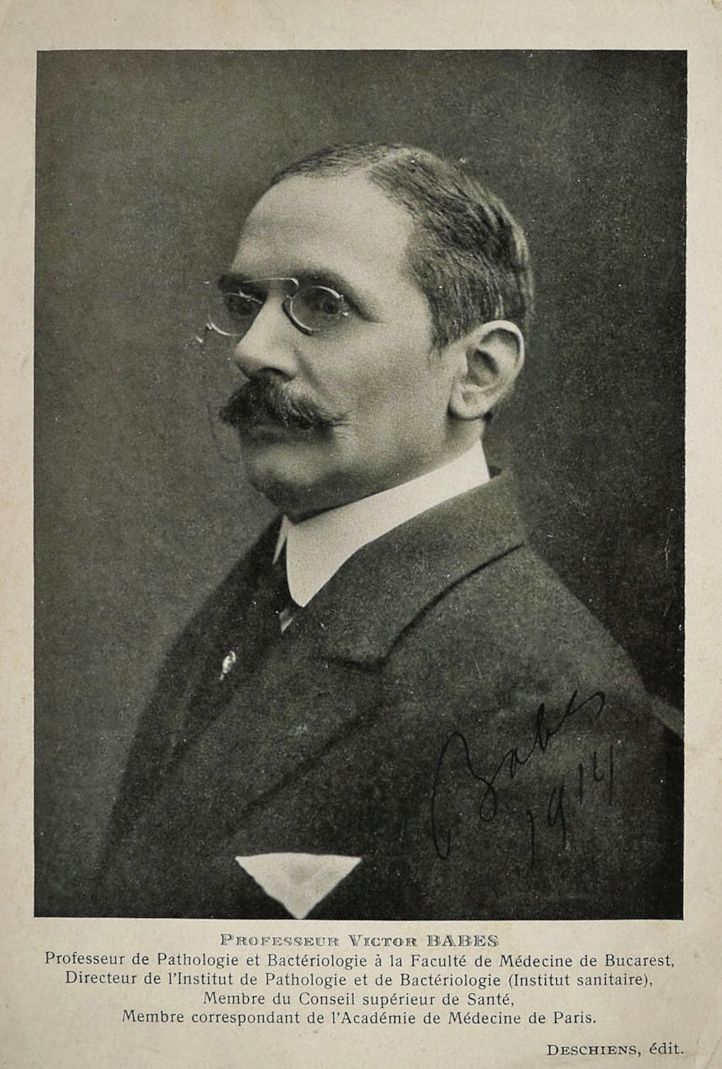
Victor Babeș, bacteriolog și morfopatolog român
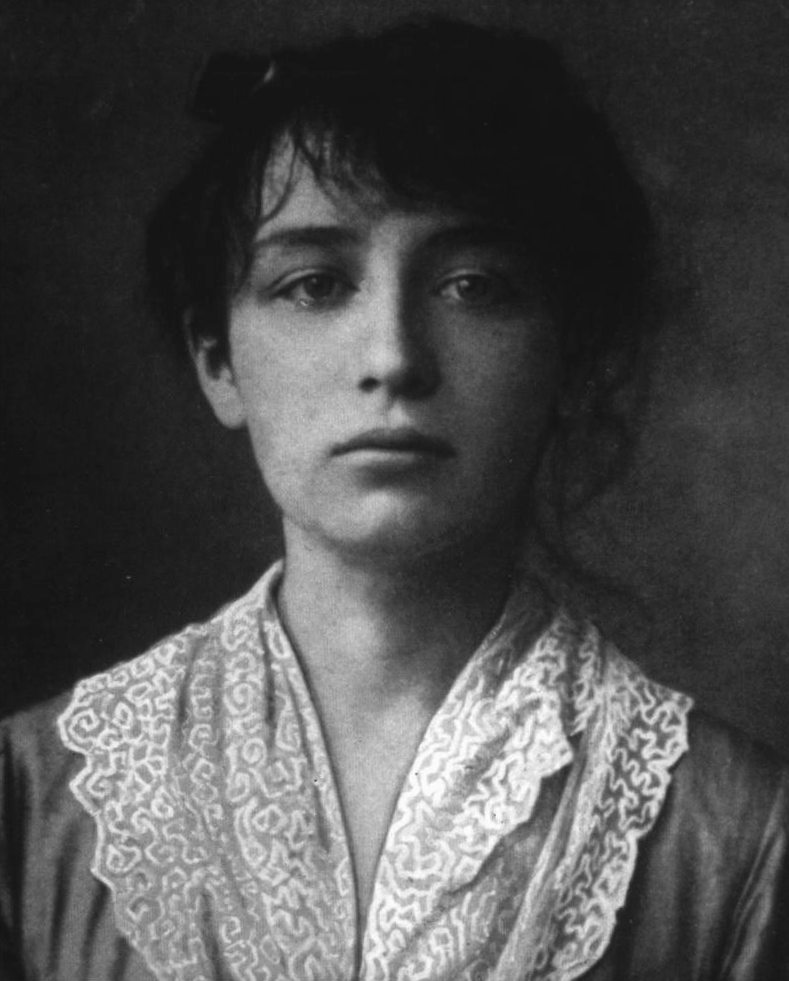
Camille Claudel, sculptoriță franceză
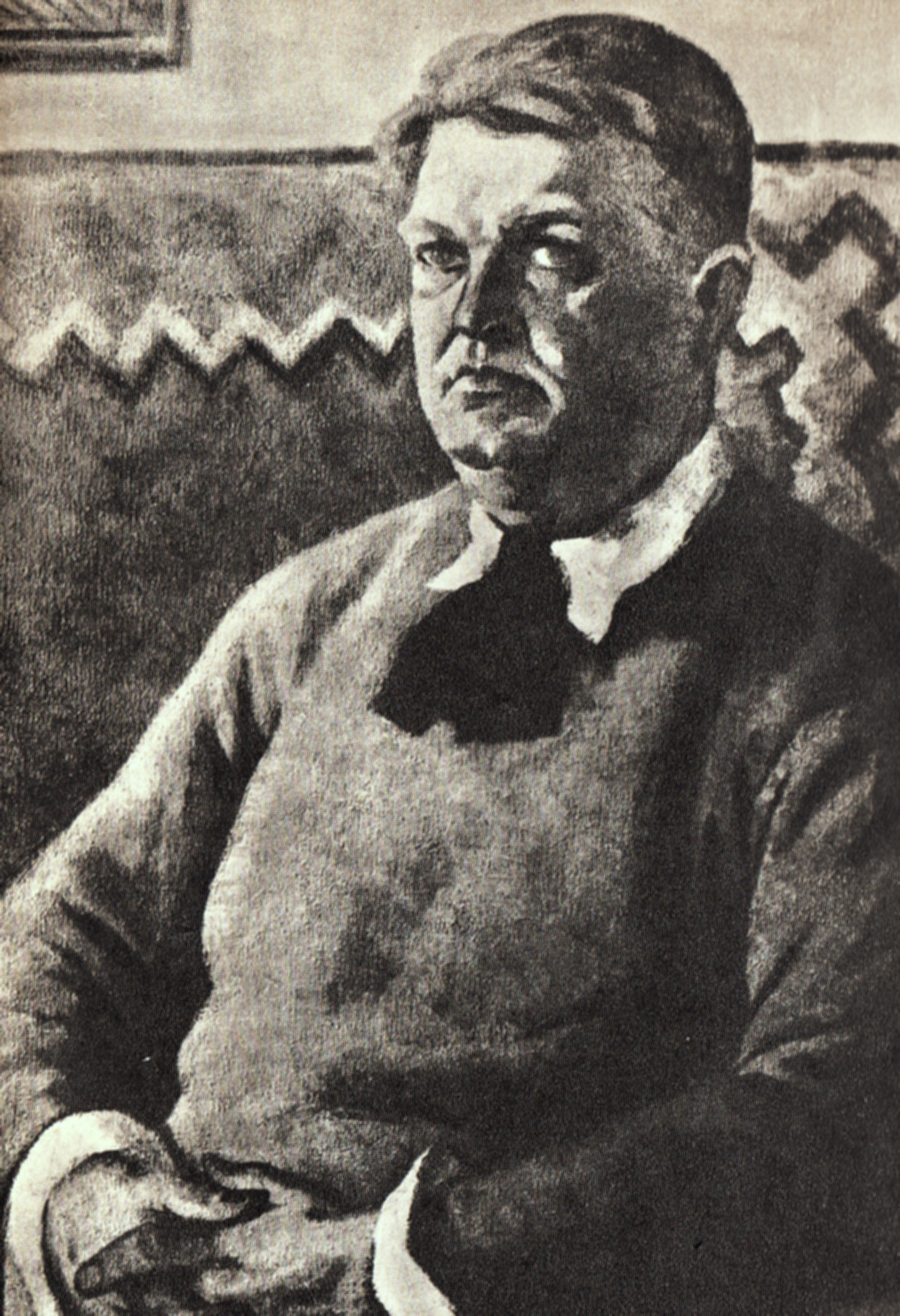
Mihail Sadoveanu, scriitor român

- 1745: Jonathan Swift scriitor englez (n. 1667)
- 1842: Aleksei Kolțov, poet rus (n. 1808)
- 1851: Marie-Thérèse-Charlotte a Franței, delfină a Franței (n. 1778)
- 1875: Charles Wheatstone, fizician englez, pioner al electronicii (n. 1802)
- 1897: George Pullman, inginer și inventator american (n. 1831)
- 1920: John Reed, ziarist si om politic american, unul dintre fondatorii Partidului Comunist din SUA (n. 1887)
- 1926: Victor Babeș, bacteriolog și morfopatolog român, fondator al școlii românești de Microbiologie (n. 1854)
- 1929: Alexandru Davila, dramaturg român (n. 1862)
- 1935: Gib Mihăescu, scriitor român (n. 1894)
- 1936: Lu Xun, eseist, poet, povestitor chinez (n. 1881)
- 1937: Ernest Rutherford, fizician englez de origine neo-zeelandeză, laureat al Premiului Nobel (d. 1871)
- 1943: Camille Claudel, sculptoriță franceză (n. 1864)
- 1961: Mihail Sadoveanu, scriitor român (n. 1880)
- 1982: Dan Coe, fotbalist român (n. 1941)
- 1984: Henri Michaux, pictor belgian (n. 1899)
- 1984: Dumitru Murărașu, istoric literar, editor și traducător român (n. 1896)
- 1984: Jerzy Popiełuszko, disident anticomunist polonez (n. 1947)
- 1992: Nicolae Caratană, poet român (n. 1914)
- 1999: Nathalie Sarraute, scriitoare franceză de origine rusă (n. 1902)
- 2001: Elena Cosma, pianistă, profesoară la Universitatea Națională de Muzică București (n. 1940)
- 2005: Ion Stratan, filolog, poet și publicist român, redactor șef al revistei „Contrapunct" (n. 1955)
- 2006: Ernest Maftei, actor român de teatru și film, poet și epigramist (n. 1920)
- 2009: Radu Timofte, politician român (n. 1949)
- 2016: Radu Câmpeanu, om politic român (n. 1922)
- 2016: Carmen Jiménez, pictoriță și sculptoriță spaniolă (n. 1920)
- 2017: Umberto Lenzi, regizor de film, scenarist și romancier italian (n. 1931)
- 2018: Osamu Shimomura, chimist japonez, laureat Nobel (n. 1928)
- 2022: Gheorghe Mencinicopschi, biolog, biochimist și cercetător român (n. 1949)
- 2024: Delia Budeanu,  jurnalistă și prezentatoare română de televiziune (n. 1946)

## Sărbători
- 19 octombrie - Ziua juristului în Republica Moldova